# 沙里頓鎮區 (密蘇里州梅肯縣)
沙里頓鎮區（英語：Chariton Township）是位於美國密蘇里州梅肯縣的一個行政鎮區。

## 地方資料
沙里頓鎮區的面積為77.37平方千米，當中陸地面積為74.87平方千米，而水域面積為2.50平方千米。根據2020年美國人口普查的數據，當地共有人口471人，而人口密度為每平方千米6.09人。